# Abdellatif Benfaidoul
Abdellatif Benfaidoul (11 augustus 1974, Taroudant) is een Marokkaans filmmaker, mediakunstenaar, producer en video-installatiekunstenaar. Benfaidoul is medeoprichter van het Arab Media Lab. Hij heeft het Noord-Afrika Festival Media Art Morocco (MAM) geproduceerd en is een van de organistoren van Digital Marrakesh en iSoura Lab©. Benfaidoul werkt onder meer in Amsterdam en Marrakesh.

## Opleiding en werk
Abdellatif Benfaidoul volgde een residentieprogramma aan de Rijksakademie van Beeldende Kunsten in Amsterdam van 2000 tot 2002. Hij heeft een master in 3D Graphics & Animation (2009, Quantum College, Richmond).
Benfaidoul toont het dagelijks bestaan in zijn werken, omdat naar zijn idee "de realiteit veel reëler is dan de realiteit zelf." Zo verbeeldt hij in Astah (2006) een jongen die zich een astronaut waant, terwijl hij zich in zijn eigen buurtje, tussen zijn buurtgenoten ophoudt. In de film verliest hij niet alleen zijn droom maar ook zijn huisdier. Een ander voorbeeld is De Terugkeer (2007) waarin een ritueel op een Marokkaanse begraafplaats wordt getoond.
Benfaidoul zet zich in om de mediakunstsector in de Arabische wereld en in het bijzonder Marokko te versterken. Dat doet hij door jonge mediakunstenaars een belangrijke rol in de sociale en politieke veranderingen toe te dichten. Hij daagt de westerse wereld uit haar perspectief op de Arabische wereld te nuanceren.
Benfaidoul werkt gedurende een groot deel van zijn loopbaan samen met Abdelaziz Taleb met wie hij Arab Media Lab oprichtte in 2002. Arab Media Lab is een van Benfaidoul's belangrijkste verdiensten waarvoor hij zich heden ten volle inzet.

### Arab Media Lab
Arab Media Lab is een Marokkaans mediakunstplatform en mediakunstcollectief, gevestigd in Marrakesh. Arab Media Lab beoogt de mediakunstsector in Marokko en de Arabische wereld te versterken. Dat doet Arab Media Lab door projecten te organiseren die zich richten op mediakunst en jonge kunstenaars. Het collectief is van mening dat mixed media, digitale video, video-installaties en interactieve kunst bijdragen aan artistieke uitwisseling en de sociale ontwikkeling van de Arabische samenleving. Arab Media Lab versterkt de Arabische mediakunstsector, stelt zich tot doel om de jonge generatie te helpen hun eigen lot te bepalen en helpt bij de verspreiding van werken uit de Arabische en Noord-Afrikaanse landen op verschillende (internationale) video- en filmfestivals. Door kennis te maken met Arabische kunst en kunstenaars verwacht het collectief van Benfaidoul, dat het westerse perspectief op de Arabische wereld verandert.

### Selectie van werk
Benfaidoul maakte diverse korte experimentele films. Juxtaposition (2001) werd in 2002 genomineerd voor de internationale mediakunstprijs ZKM (Zentrum für Kunst und Medientechnologie, Karlsruhe). Met A Living Death won hij in 2001 de Unesco Aschberg Bursaries for Artists Prize.
Enkele van Benfaidoul's short films:
- Le Mur (1998)
- A Living Death (2001)
- Juxtaposition (2001)
- Short Visit (2006)
- Astah (2006)
- De Terugkeer (2007)
- Recruiting Identities (2008)
- The Fundamentalist (2010)
- Lost (2017)

Het Van Abbemuseum in Eindhoven is in bezit van de film Recruiting Identities (2008) van Benfaidoul.
Benfaidoul is verantwoordelijk voor (of heeft meegewerkt aan) short films, festivals en evenementen. Zijn werken zijn vertoond tijdens film- en videofestivals en mediakunstmanifestaties waaronder International Film Festival Rotterdam (2007), The Berlinale Talent (2008), Van Abbemuseum Eindhoven (Be(com)ing Dutch, 2008), Venice International Film Festival (2010), Festival International du Cinéma Méditerranéen Montpellier (2010) en Internationaal Shortfilmfestival van Clermont-Ferrand (2017). Met Abdelaziz Taleb heeft Benfaidoul enkele jaren zelf evenementen georganiseerd, zoals Digital Marrakesh (2010-2016) en Media Art Morocco (2018-2019).

## Receptie
In tijden van tumult in Afrika en de Arabische wereld worden de verschillende evenementen waaraan Benfaidoul is verbonden als belangrijke plaatsen van sociale en politieke ontwikkelingen gezien. Een belangrijke rol in die ontwikkelingen is weggelegd voor sociale media zoals Facebook en opiniewebpagina's als Maroc.nl. Als kunstenaar is Benfaidoul invloedrijk, omdat hij zich inzet om heden en verleden samen te brengen, weet aan te sluiten bij hedendaagse Arabische kunst en zijn kritiek op de samenleving (man-vrouwrollen, rigide Arabische overheid en beeldvorming door het Westen) verpakt in een poëtische stijl.
Hanan Toukan (lector politiek en Midden-Oostenstudies) beschrijft in haar boek The politics of art, dat het gebruik van kunst voor de verbetering van de samenleving als een gezamenlijk project tussen financiers en kunstenaars tot doel heeft samen een nieuwe identiteit voor de [Arabische] regio te creëren. Toukan citeert hier Benfaidoul: "Wat de Arabische wereld vandaag nodig heeft, is een nieuwe taal en nieuwe media om een nieuw imago te creëren, om de Arabische identiteit in twijfel te trekken. Laat dit in het Westen zien en ze zullen begrijpen dat het hedendaagse Arabië meer is dan kamelen en zand."